# Nesperská Lhota
Nesperská Lhota je vesnice v okrese Benešov, součást města Vlašim. Nachází se cca 5 km na západ od Vlašimi. Je zde evidováno 38 adres.

## Historie
První písemná zmínka o vesnici pochází z roku 1542.
Je zde sbor dobrovolných hasičů s vlastní požární zbrojnicí, který ve spolupráci s fotbalisty v létě pořádá zábavy a v zimě tradiční ples. Ve vsi se nachází malá kaplička a fotbalové hřiště.

## Obecní správa
Základní sídelní jednotky:
- Nesperská Lhota
- Chobot

## Další fotografie

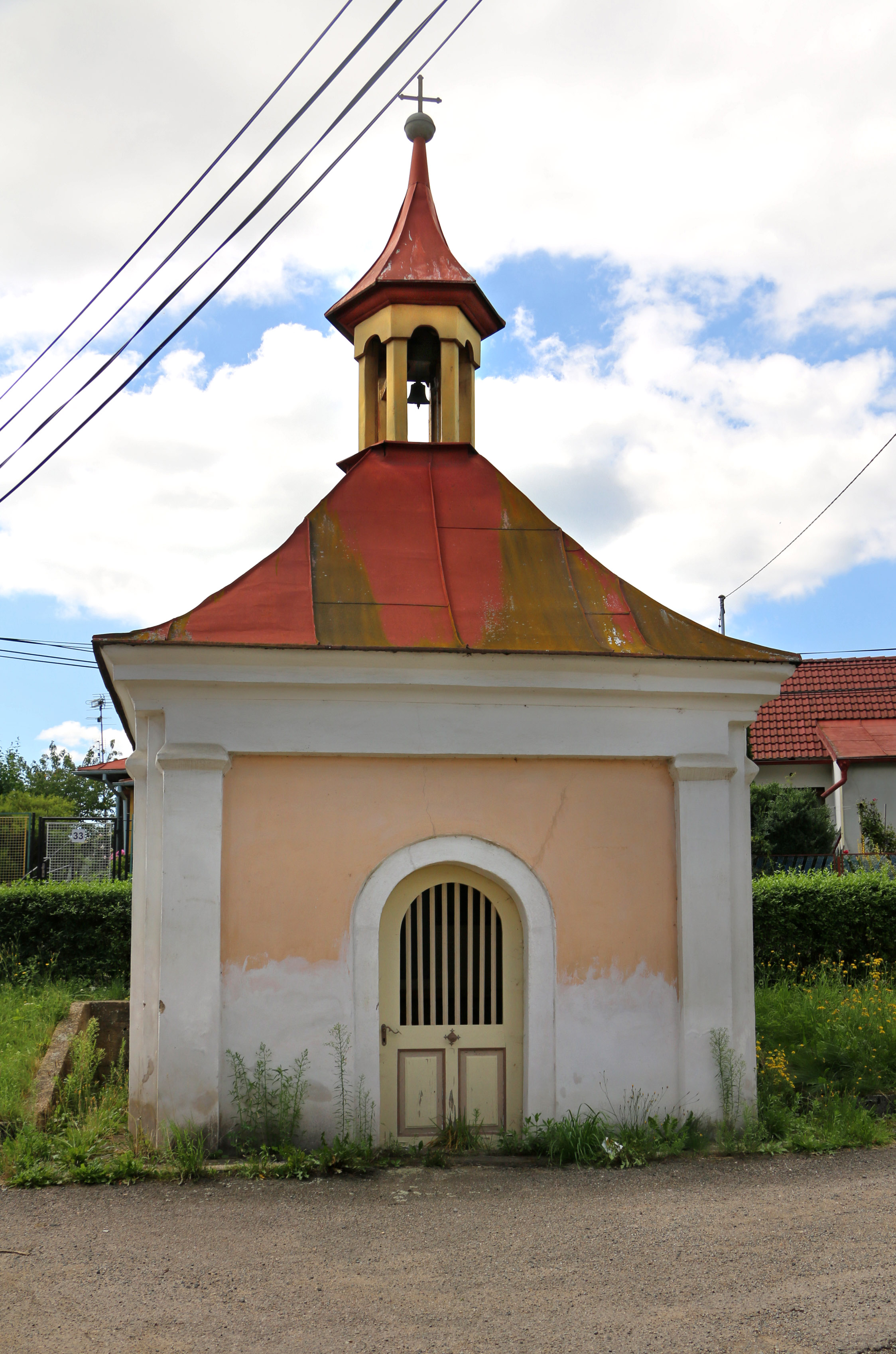
Kaple na návsi
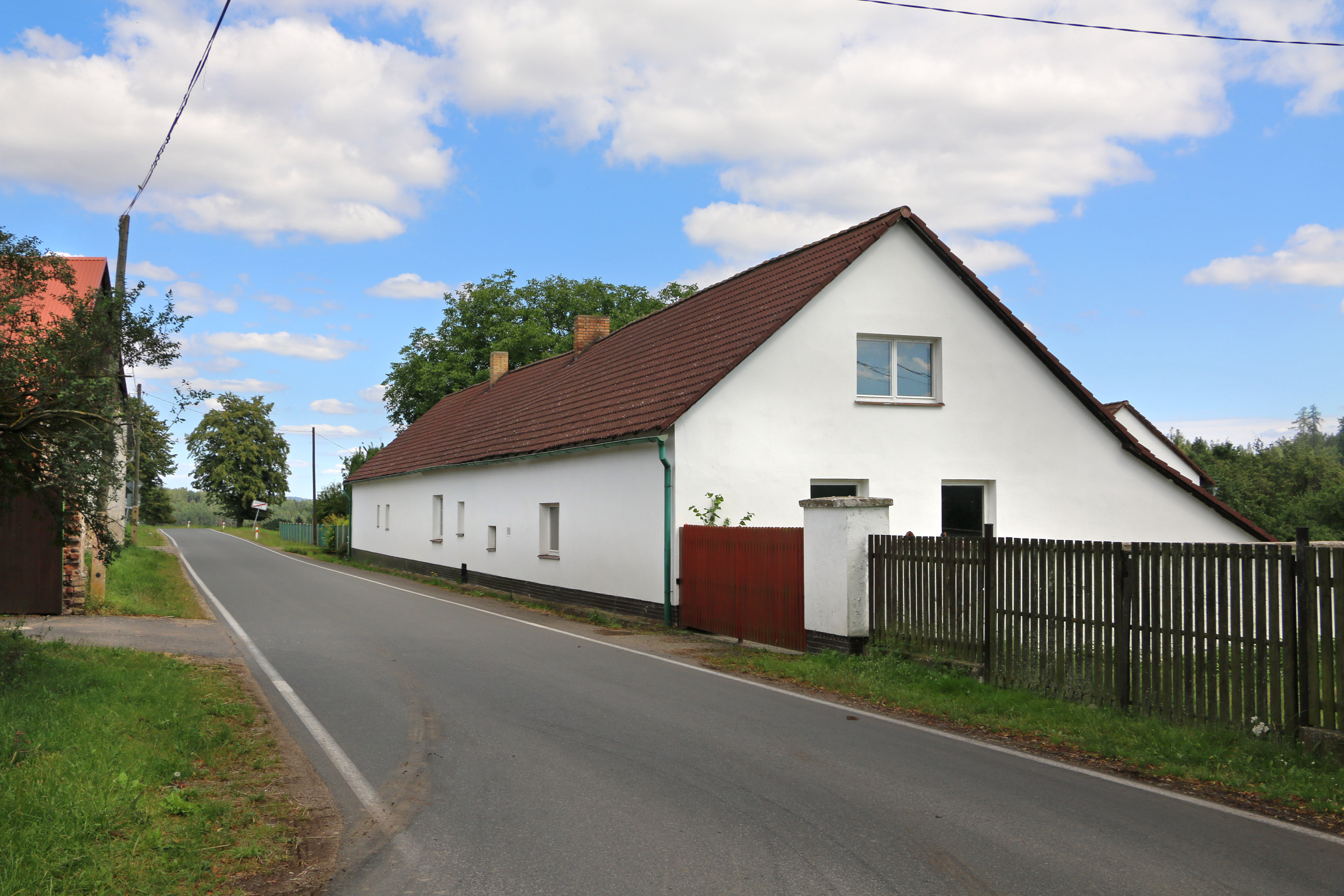
Silnice k Vlašimi
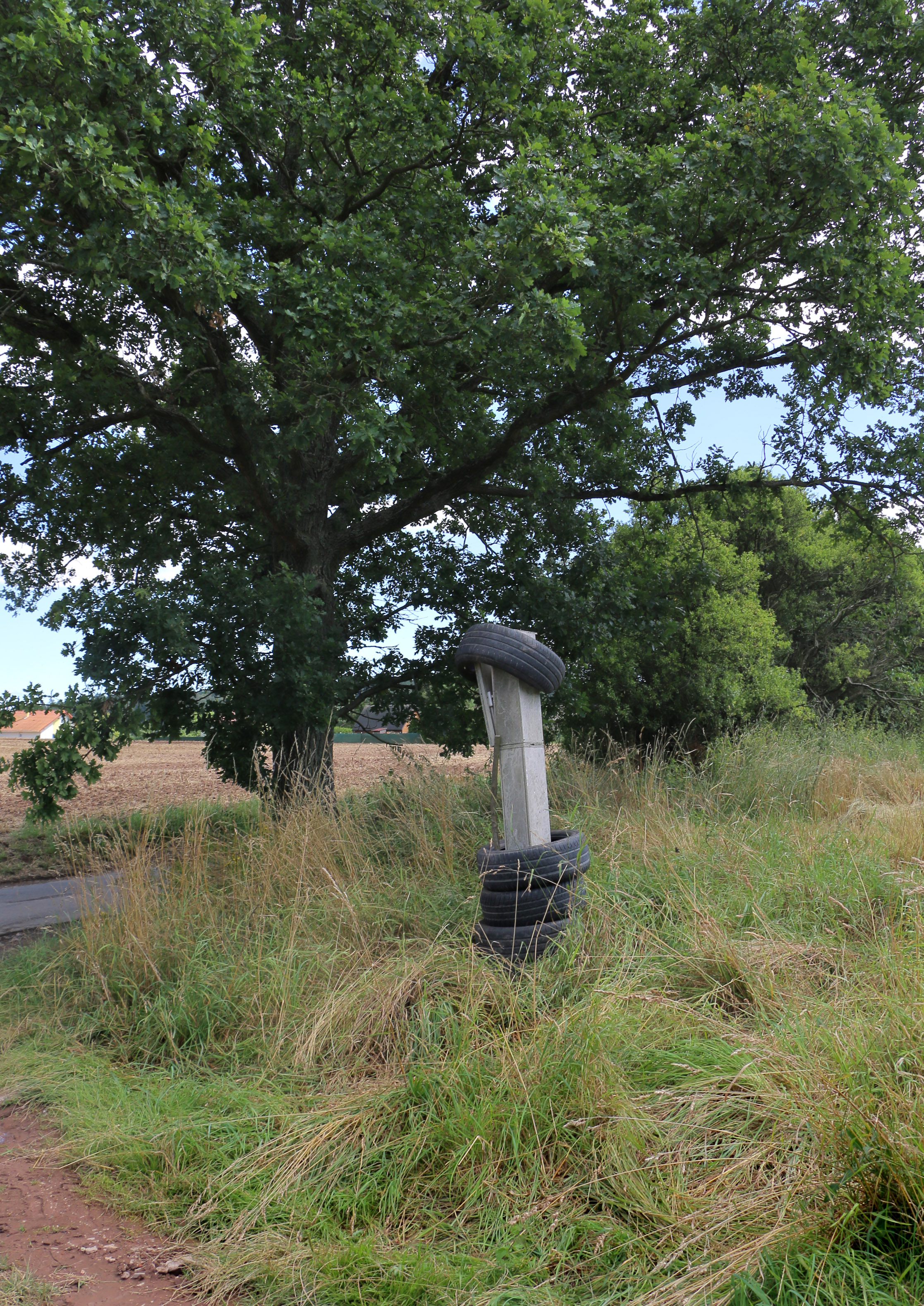
"Milník" na severu vesnice
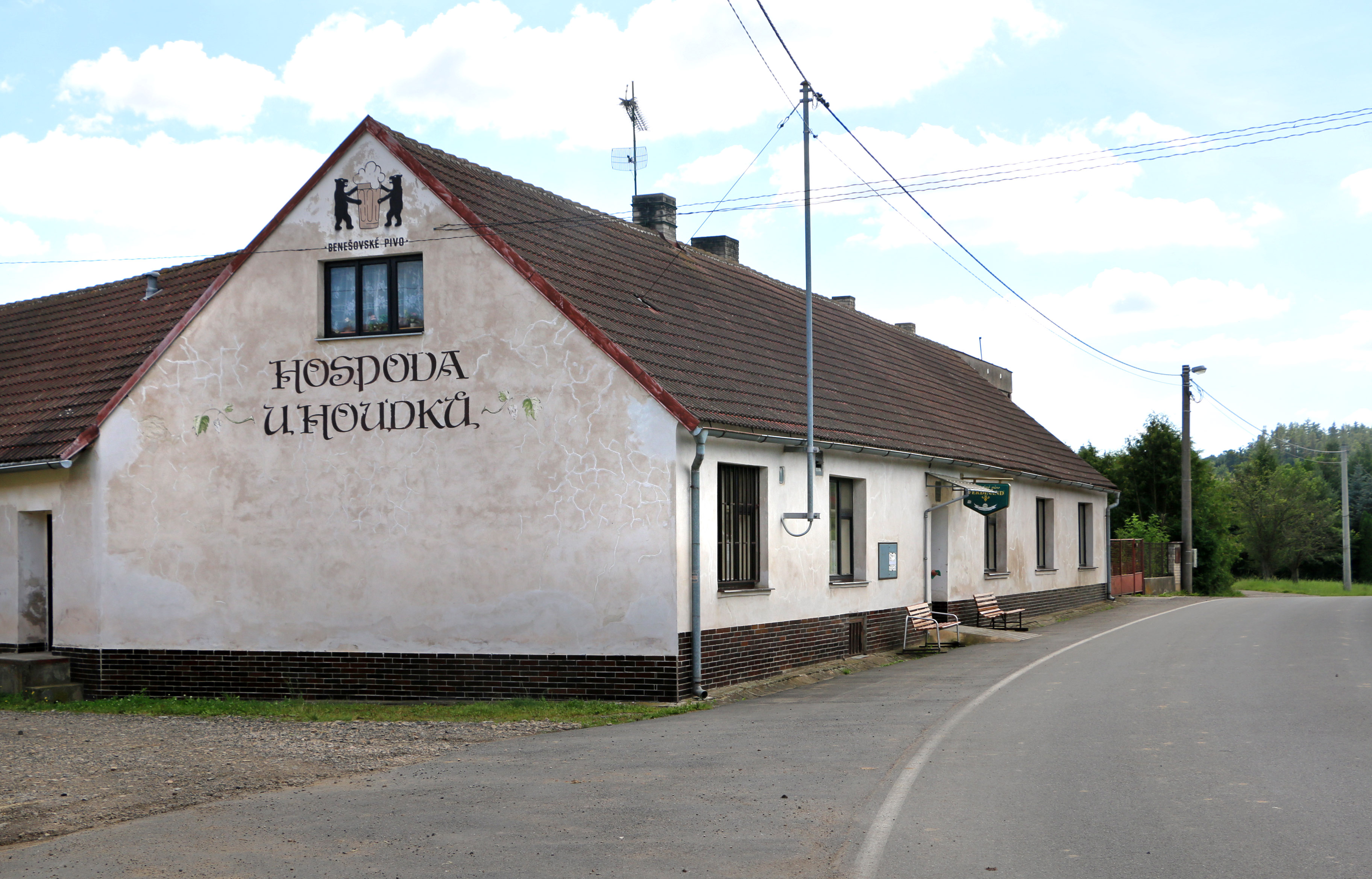
Hospoda U Houdků